# شوینچیخووا
شوینچیخووا (به لهستانی:  Święciechowa) یک روستا در لهستان است که در گمینا شوینچیخووا واقع شده‌است. شوینچیخووا ۲٬۶۴۰ نفر جمعیت دارد.